# The Oxford Guide to the Book of Common Prayer: A Worldwide Survey
The Oxford Guide to the Book of Common Prayer: A Worldwide Survey es una obra de referencia editada por Charles Hefling y Cynthia Shattuck que fue publicada por Oxford University Press en 2006. El volumen cubrió el desarrollo del Libro de Oración Común (Book of Common Prayer) como el libro litúrgico dominante del anglicanismo desde los orígenes del libro de oraciones en la Inglaterra del siglo XVI hasta su uso e influencia global en la era moderna, incluida la cobertura de la influencia del libro de oraciones en los cristianos no anglicanos. Fue compuesto por 58 autores y se dividió en más de 70 ensayos.

## Contenido

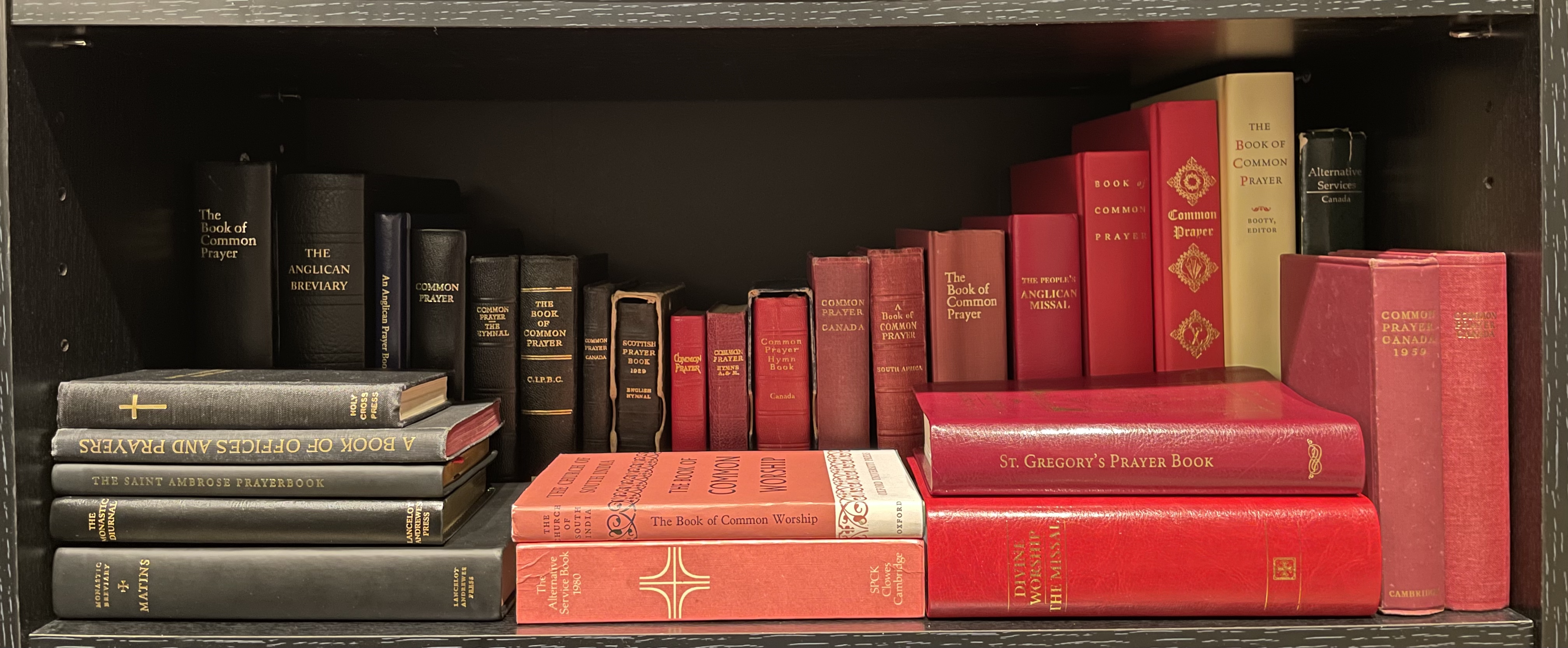
Una colección de varias ediciones del Libro de Oración Común, derivados y textos litúrgicos asociados.

Una obra de referencia, The Oxford Guide to the Book of Common Prayer fue escrita por 58 escritores y se dividió en más de 70 ensayos, cada uno de los cuales se centró en un aspecto del Libro de Oración Común y «toda la familia del Libro de Oración». El libro «muy sustancial» se imprimió con «márgenes estrechos» y «letras llamativamente pequeñas». La autoría favoreció generalmente a los anglicanos, particularmente a los episcopales americanos; el trabajo salió de la oficina de Oxford University Press en Nueva York.
Cada una de las siete partes del libro cubre un tema diferente:
1. El origen y la historia del Libro de Oración Común en la Inglaterra de los siglos XVI y XVII.
2. El libro de oraciones en la sociedad y la cultura.
3. El libro de oraciones más allá de Inglaterra.
4. Los libros de oraciones del siglo XX.
5. Los libros de oraciones actuales.
6. Adoración en los libros de oraciones y posibles revisiones futuras.
7. El futuro del libro de oraciones.

Los colaboradores y sus ensayos «subrayan que 'los anglicanos hacen su teología en el contexto del culto'». En la introducción, el editor Charles Hefling argumentó que los libros de oraciones anglicanos y sus parientes ecuménicos «no fueron moldeados con el mismo molde, sino cortados con la misma tela». Un capítulo de Kenneth Stevenson proporcionó un contexto sobre la práctica cristiana en la Inglaterra medieval. El ensayo de Gordon Jeanes abordó el contacto de Thomas Cranmer con los reformadores continentales durante la preparación del primer y segundo libro de oraciones. El periodo comprendido entre Isabel I y Carlos II fue cubierto por Bryan D. Spinks. La influencia del libro de oraciones en John Wesley y el metodismo fue el tema de un ensayo de Karen B. Westerfield Tucker. Carl Scovel escribió sobre las revisiones unitarias del Libro de Oración Común. Hubo 31 ensayos que abordaron el libro de oraciones en el uso global moderno.

## Recepción de la crítica
En una reseña de 2006 para Publishers Weekly, Karl Tobien evaluó The Oxford Guide to the Book of Common Prayer como «segura de convertirse en la fuente definitiva de estudios del Libro de Oración Común». Reflexionando sobre los ensayos finales sobre el futuro del culto cristiano, que Tobien sintió que a veces se hacían «un poco caprichosamente», reflexionó sobre un futuro en el que «los fieles del domingo leerán la liturgia de Palm Pilots» [sic] o dispositivos BlackBerry». C. Brian Smith, para una reseña de 2006 en Library Journal, encontró que los elementos del libro, incluidas las barras laterales y las ilustraciones, eran mejoras. Sugirió además que «los bibliotecarios tendrán dificultades para decidir si colóquelo en las colecciones circulantes o de referencia, o quizás en ambas».
El sacerdote de la Iglesia de Inglaterra y presidente del Club Alcuin, Donald Gray, escribiendo en 2007 para Church Times, consideró que la guía de Oxford no desplazó Liturgy and Worship de Lowther Clarke. Si bien agradeció que se incluyeran partes de algunos textos litúrgicos junto con el texto, Gray remitió a los lectores a las obras de Bernard Wigan y Colin Buchanan si deseaban estudiar los textos específicos de los ritos anglicanos. A pesar de esto, Gray consideró que la guía de Oxford era «un libro valioso» que demostraba la diversidad del culto anglicano a los libros de oraciones. Señaló que el volumen de estudios estadounidenses que componían el libro reflejaba lo que él consideraba una falta de experiencia litúrgica en la Iglesia de Inglaterra contemporánea.
El historiador del protestantismo Alec Ryrie, en su reseña de 2010 publicada en Reformation, dijo que el tema del volumen podría dejar a los historiadores de la Reforma protestante – particularmente a la Reforma anglicana – decepcionados y advirtió que «el subtítulo es serio» y que el alcance del texto era global, con cobertura que llega hasta los acontecimientos actuales. Sin embargo, elogió el ensayo de Judith Maltby sobre el «uso social» del libro de oraciones. Ryrie describió este capítulo como una reformulación «actualizada y atractiva» de un argumento contenido en el Prayer Book and People in Elizabethan and Early Stuart England, que sostenía que el libro de oraciones «estaba entretejido en la vida protestante inglesa». En general, Ryrie sintió que el libro era «un volumen ejemplar, cuidadosamente editado y bellamente ilustrado que será de utilidad limitada para la mayoría de los lectores de esta revista», lo que le hizo sospechar «que, después de todo, existe algo llamado 'anglicanismo'».
Louis Weil, un episcopal estadounidense involucrado en la producción del Libro de Oración Común de 1979, elogió el volumen como un «estudio sin precedentes» del libro de oraciones, aplaudiendo particularmente el ensayo de James F. White sobre la interacción entre la liturgia y la arquitectura de iglesias. Sin embargo, Weil criticó la falta de ensayos que cubrieran «imágenes vivas de cómo se celebraban exactamente los ritos». También notó un error tipográfico en el capítulo de Marion Hatchett, donde la ubicación de la Oración de Humilde Acceso dentro del libro de oraciones estadounidense de 1789 se describe de manera inexacta.
Frank Senn, liturgista y pastor, descubrió que los 58 autores del libro incluían «un verdadero quién es quién entre los eruditos litúrgicos anglicanos, así como eruditos de otras tradiciones».
Algunas partes del libro recibieron elogios especiales. Gordon Maitland, presidente nacional de la Sociedad del Libro de Oración de Canadá, afirmó que el ensayo de John Baldovin sobre el movimiento litúrgico del siglo XX es «un resumen útil». En sus reseñas, Tobien y Smith apreciaron los ensayos que cubren los libros de oraciones asiáticos y africanos. Senn descubrió que el trabajo de Maltby y Jeremy Gregory proporcionaba «una imagen de la participación en el culto del Libro de Oración en las parroquias anglicanas» que abarcaba los siglos XVI al XIX, similar a The Stripping of the Altars de Eamon Duffy; junto con la cobertura de William L. Sach sobre el culto a los libros de oraciones coloniales británicas, Senn sintió que estos ensayos «casi valían el precio del libro».